# RC Strasbourg
Racing Club de Strasbourg Alsace – francuski klub piłkarski z siedzibą w Strasburgu. Od sezonu 2017/2018 występujący w Ligue 1.

## Sukcesy
Ligue 1
- Mistrz Francji : 1979
- Wicemistrz Francji: 1935

Ligue 2
- mistrz : 1977, 1988, 2017
- wicemistrz Ligue 2: 1972, 2002

Puchar Francji
- Zdobywca Pucharu Francji: 1951, 1966, 2001
- Finalista Pucharu Francji: 1937, 1947, 1995

Puchar Ligi
- Zdobywca Pucharu Ligi: 1997, 2005, 2019

Puchar Intertoto UEFA
- Zwycięzca Pucharu Intertoto: 2005

## Historia
Klub RC Strasbourg założony został w 1906 pod nazwą Fußball Club Neudorf. Po I wojnie światowej, gdy Alzacja weszła w skład Francji, klub zmienił nazwę na obecnie stosowaną – Racing Club de Strasbourg.
Jak dotąd klub tylko raz został mistrzem Francji – w 1979. W sezonie 2005/06 RC Strasbourg spadł do drugiej ligi, lecz tylko na jeden sezon, gdyż w 2006/07 zajął 3. miejsce w drugiej lidze i wrócił do pierwszej ligi. W następnych latach drużyna szybko spadła ponownie do niższej klasy rozgrywkowej.

## Obecny skład
Stan na 8 października 2022
| Nr | Poz. | Piłkarz                         |
| -- | ---- | ------------------------------- |
| 1  | BR   | Matz Sels                       |
| 2  | OB   | Colin Dagba (wypożyczony z PSG) |
| 3  | OB   | Thomas Delaine                  |
| 4  | OB   | Karol Fila                      |
| 5  | OB   | Lucas Perrin                    |
| 6  | PO   | Jean-Eudes Aholou               |
| 9  | NA   | Kévin Gameiro                   |
| 10 | PO   | Adrien Thomasson                |
| 11 | PO   | Dimitri Liénard (kapitan)       |
| 14 | PO   | Sanjin Prcić                    |
| 16 | BR   | Eiji Kawashima                  |
| 17 | PO   | Jean-Ricner Bellegarde          |

| Nr | Poz. | Piłkarz                                               |
| -- | ---- | ----------------------------------------------------- |
| 18 | OB   | Ronaël Pierre-Gabriel (wypożyczony z 1. FSV Mainz 05) |
| 19 | PO   | Habib Diarra                                          |
| 20 | NA   | Habib Diallo                                          |
| 22 | OB   | Gerzino Nyamsi                                        |
| 23 | OB   | Maxime Le Marchand                                    |
| 24 | OB   | Alexander Djiku                                       |
| 25 | NA   | Ludovic Ajorque                                       |
| 27 | PO   | Ibrahima Sissoko                                      |
| 29 | OB   | Ismaël Doukouré                                       |
| 34 | PO   | Nordine Kandil                                        |
|    | BR   | Robin Risser                                          |
|    | BR   | Alexandre Pierre                                      |

### Piłkarze na wypożyczeniu
| Nr | Poz. | Piłkarz                                          |
| -- | ---- | ------------------------------------------------ |
|    | OB   | Maxime Bastian (w Annecy FC, do 30 czerwca 2023) |
|    | OB   | Marvin Elimbi (w US Orléans, do 30 czerwca 2023) |
|    | OB   | Marvin Senaya (w Rodez AF, do 30 czerwca 2023)   |

| Nr | Poz. | Piłkarz                                          |
| -- | ---- | ------------------------------------------------ |
|    | NA   | Mehdi Chahiri (w Paris FC do 30 czerwca 2022)    |
|    | NA   | Moïse Sahi Dion (w Annecy FC do 30 czerwca 2022) |

## Europejskie puchary
Legenda do wszystkich tabel:
- Q – runda eliminacyjna, 1/16, 1/8, 1/4, 1/2 – odpowiednia faza rozgrywek, Grupa – runda grupowa, 1r gr – pierwsza runda grupowa, 2r gr – druga runda grupowa, F – finał, R – runda, PO – play-off
- k. – rzuty karne, los. – losowanie, Dogr. – dogrywka, w. – zasada bramek strzelonych na wyjeździe

| Sezon   | Rozgrywki                 | Runda    | Przeciwnik          | Dom     | Wyjazd  | Ogólnie           |
| ------- | ------------------------- | -------- | ------------------- | ------- | ------- | ----------------- |
| 1961/62 | Puchar Miast Targowych    | 1R       | MTK Budapest        | 1–3     | 2–10    | 3–13              |
| 1964/65 | Puchar Miast Targowych    | 1R       | A.C. Milan          | 2–0     | 0–1     | 2–1               |
| 1964/65 | Puchar Miast Targowych    | 2R       | FC Basel            | 5–2     | 1–0     | 6–2               |
| 1964/65 | Puchar Miast Targowych    | 1/8      | FC Barcelona        | 0–0     | 2–2     | 2–2, 0–0 (W) los. |
| 1964/65 | Puchar Miast Targowych    | 1/4      | Manchester United   | 0–5     | 0–0     | 0–5               |
| 1965/66 | Puchar Miast Targowych    | 1R       | A.C. Milan          | 2–1     | 0–1     | 2–2, 1–1 (N) los. |
| 1966/67 | Puchar Zdobywców Pucharów | 1R       | Steaua Bukareszt    | 1–0     | 1–1     | 2–1               |
| 1966/67 | Puchar Zdobywców Pucharów | 1/8      | Sławia Sofia        | 1–0     | 0–2     | 1–2               |
| 1978/79 | Puchar UEFA               | 1R       | Elfsborg            | 4–1     | 0–2     | 4–3               |
| 1978/79 | Puchar UEFA               | 2R       | Hibernian           | 2–0     | 0–1     | 2–1               |
| 1978/79 | Puchar UEFA               | 1/8      | MSV Duisburg        | 0–0     | 0–4     | 0–4               |
| 1979/80 | Puchar Europy             | 1R       | Start               | 4–0     | 2–1     | 6–1               |
| 1979/80 | Puchar Europy             | 1/8      | Dukla Praga         | 2–0     | 0–1     | 2–1, Dogr.        |
| 1979/80 | Puchar Europy             | 1/4      | AFC Ajax            | 0–0     | 0–4     | 0–4               |
| 1995    | Puchar Intertoto          | Grupa 11 | FC Tirol Innsbruck  | 4–0     |         | 1. miejsce        |
| 1995    | Puchar Intertoto          | Grupa 11 | Gençlerbirliği SK   | 4–1     |         | 1. miejsce        |
| 1995    | Puchar Intertoto          | Grupa 11 | Hapoel Petach Tikwa |         | 0–0     | 1. miejsce        |
| 1995    | Puchar Intertoto          | Grupa 11 | Floriana            |         | 4–0     | 1. miejsce        |
| 1995    | Puchar Intertoto          | 1/8      | Vorwärts Steyr      | 4–0 (D) | 4–0 (D) | 4–0 (D)           |
| 1995    | Puchar Intertoto          | 1/4      | FC Metz             | 2–0 (W) | 2–0 (W) | 2–0 (W)           |
| 1995/96 | Puchar UEFA               | Q        | FC Tirol Innsbruck  | 6–1     | 1–1     | 7–2               |
| 1995/96 | Puchar UEFA               | 1R       | Újpest              | 3–0     | 2–0     | 5–0               |
| 1995/96 | Puchar UEFA               | 2R       | A.C. Milan          | 0–1     | 1–2     | 1–3               |
| 1996    | Puchar Intertoto          | Grupa 11 | Urał Jekaterynburg  | 1–1     |         | 3. miejsce        |
| 1996    | Puchar Intertoto          | Grupa 11 | CSKA Sofia          |         | 0–0     | 3. miejsce        |
| 1996    | Puchar Intertoto          | Grupa 11 | Kocaelispor         | 1–1     |         | 3. miejsce        |
| 1996    | Puchar Intertoto          | Grupa 11 | Hibernians          |         | 2–0     | 3. miejsce        |
| 1997/98 | Puchar UEFA               | 1R       | Rangers             | 2–1     | 2–1     | 4–2               |
| 1997/98 | Puchar UEFA               | 2R       | Liverpool           | 3–0     | 0–2     | 3–2               |
| 1997/98 | Puchar UEFA               | 1/8      | Inter Mediolan      | 2–0     | 0–3     | 2–3               |
| 2001/02 | Puchar UEFA               | 1R       | Standard Liège      | 2–2     | 0–2     | 2–4               |
| 2005/06 | Puchar UEFA               | 1R       | Grazer AK           | 5–0     | 2–0     | 7–0               |
| 2005/06 | Puchar UEFA               | Grupa E  | FC Basel            |         | 2–0     | 1. miejsce        |
| 2005/06 | Puchar UEFA               | Grupa E  | Tromsø IL           | 2–0     |         | 1. miejsce        |
| 2005/06 | Puchar UEFA               | Grupa E  | AS Roma             |         | 1–1     | 1. miejsce        |
| 2005/06 | Puchar UEFA               | Grupa E  | Crvena zvezda       | 2–2     |         | 1. miejsce        |
| 2005/06 | Puchar UEFA               | 1/16     | Liteks Łowecz       | 2–0     | 2–0     | 4–0               |
| 2005/06 | Puchar UEFA               | 1/8      | FC Basel            | 2–2     | 0–2     | 2–4               |
| 2019/20 | Liga Europy               | 2Q       | Maccabi Hajfa       | 3–1     | 1–2     | 4–3               |
| 2019/20 | Liga Europy               | 3Q       | Łokomotiw Płowdiw   | 1–0     | 1–0     | 2–0               |
| 2019/20 | Liga Europy               | PO       | Eintracht Frankfurt | 1–0     | 0–3     | 1–3               |
| 2025/26 | Liga Konferencji          | PO       | Brøndby IF          | –       | –       | –                 |

## Strony klubowe
- Oficjalna strona internetowa klubu (ang. • fr. • niem. • chiń.)
- Historia klubu (fr.)